# Maria, Hilfe der Christen

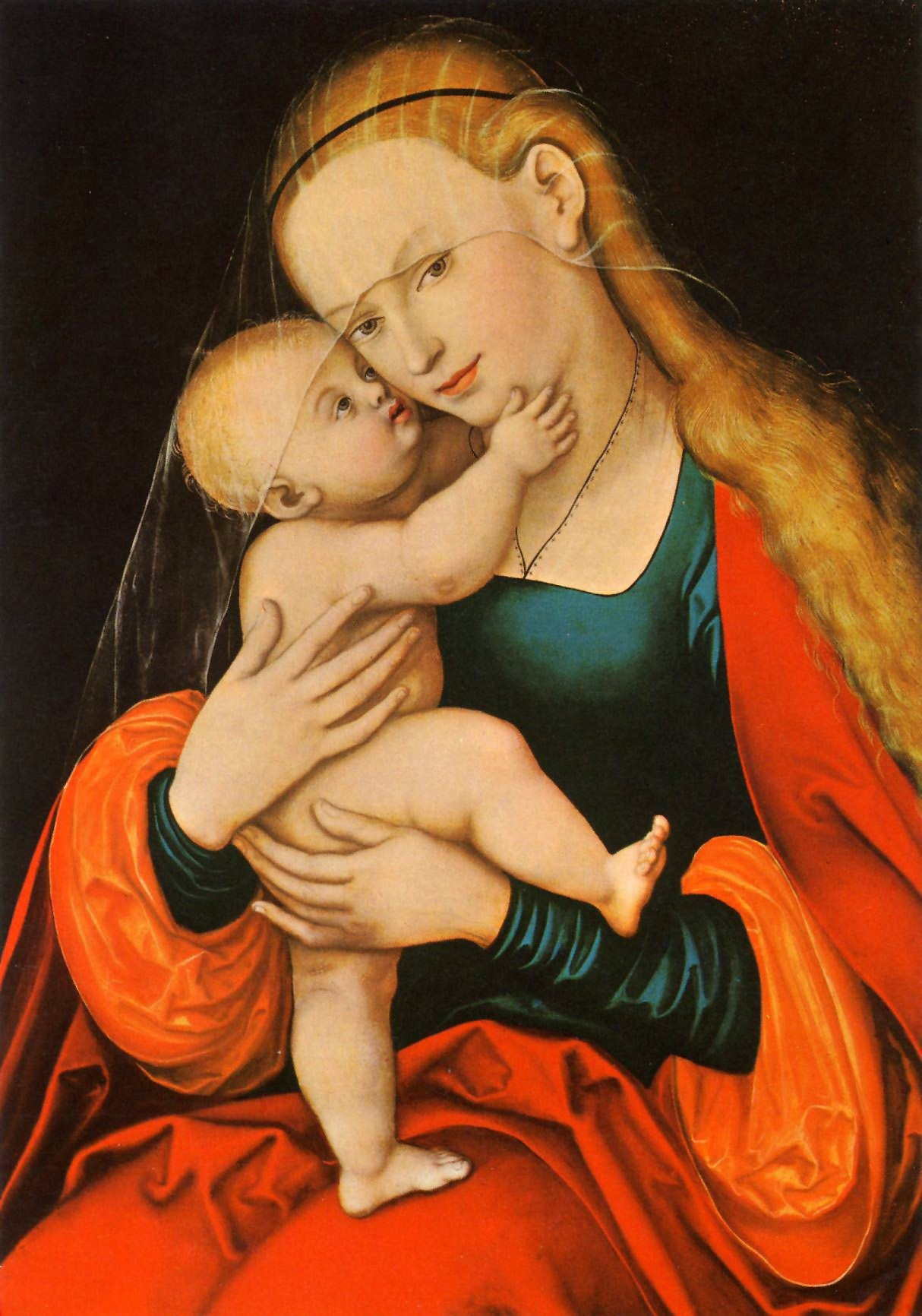
Gnadenbild Mariahilf von Lucas Cranach d. Ä., um 1520, Dom St. Jakob in Innsbruck

Unter der Anrufung Maria, Hilfe der Christen (lateinisch Sancta Maria, auxilium christianorum) wird in der römisch-katholischen Kirche die Gottesmutter verehrt.

## Geschichte der Maria-Hilf-Verehrung
Als Schlachtruf taucht das „Maria Hilf!“ schon während der Kreuzzüge in der Zeit des heiligen Ludwigs IX. Prud’homme (König von Frankreich 1226–1270) auf, als es neben dem älteren Deus vult! (lat., franz. Dieu le veut!, „Gott will es“) des Papstes Urban II. (Clermont 1095 und Erster Kreuzzug) und dem Adjuva Deus! („Gott helfe!“) tritt. Philipp II. (König von Spanien
1556–1598) sah Maria als Generalissima in den lateinamerikanischen Kolonialkriegen, und in den Türkenkriegen derselben Epoche nannte Papst Pius V. (Papst 1566–1572) sie „Obsiegerin gegen die Türcken“ und fügte die Anrufung 1571, nach dem Sieg über die Türken bei Lepanto, in die Lauretanische Litanei ein. Seit Maximilian I. führte die kaiserliche Armee den Doppeladler und das Burgunderkreuz, seit Ferdinand II. (Kaiser 1619–1637) verwendete man zusätzlich als Feldzeichen noch das Madonnenbild.
Die Lauretanische Litanei bewog wohl Lucas Cranach den Älteren dazu, zu Beginn des 16. Jahrhunderts das Gnadenbild Mariahilf zu schaffen. Es war ursprünglich für den sächsischen Hof gemalt. 1611 kam Erzherzog Leopold V. an den Hof des Kurfürsten von Sachsen in Dresden und suchte sich das Bild als Erinnerungsstück aus. Seit 1650 ist es das Gnadenbild der Stadtpfarrkirche St. Jakob in Innsbruck (Innsbrucker Dom) am Hochaltar. Es wird vor allem in Passau, Wien, Innsbruck, Bozen und Benediktbeuern verehrt.
Einen enormen Aufschwung nahm die Verehrung der Gottesmutter als Auxilium Christianorum dann mit dem Sieg in der Belagerung Wiens durch die Osmanen (2. Türkenbelagerung, Schlacht am Kahlenberg) am 12. September 1683, dem Fest Mariä Namen. Der katholische Teil des christlichen Heeres unter Jan III. Sobieski (König der Polen 1674–1696) stand unter dem Zeichen der Schutzmantelmadonna.
Besonderes Kennzeichen der Verehrung Mariens durch das österreichische Kaiserhaus ist die Mariahilfer Kirche, von Kaiser und Fürst Paul Esterházy 1687 zum Danke errichtet, die dem Stadtteil Mariahilf Wiens (6. Bezirk) nach dem marianischen Attribut seinen Namen gab. Zur Verbreitung der Mariahilf-Verehrung trugen alsbald die zahlreich gegründeten Mariahilf-Bruderschaften bei (z. B. in Passau, München, Würzburg). Am 7. November 1638 ließ Kurfürst Maximilian I. aus Dank für die Verschonung Münchens vor den schwedischen Truppen in München die Mariensäule errichten, nachdem sie schon im Jahr 1615 zur Patrona Bavariae erklärt wurde.

1814 führte Papst Pius VII. für den 24. Mai das Marienfest Maria Hilfe der Christen als Dank für die Befreiung aus der napoleonischen Gefangenschaft ein. Es wird auch Schutzmantelfest genannt. Ein ähnliches Fest der orthodoxen Kirchen liegt im julianischen Kalender am 1. Oktober, dort nennt man es Mariä Schutz und Fürbitte, kirchenslawisch Покровъ Pokrowa, griechisch Σκέπη Sképi.

## Patrozinien
1850 entstand die Kongregation der Barmherzigen Brüder von Maria Hilf. Nachdem der heilige  Don Bosco das Attribut „Maria Helferin“ in den Ordensnamen der Salesianer aufgenommen hatte, ließ er 1863 in Turin die Maria-Hilf-Basilika unter diesem Patrozinium errichten. Das dortige Hauptaltarbild wurde zum Vorbild für zahlreiche Marienstatuen. Don Bosco gründete auch den weiblichen Zweig der Töchter Mariä, Hilfe der Christen, die im deutschsprachigen Raum eher als Don-Bosco-Schwestern bekannt sind.  Die Vereinigung Mariens, der Helferin ist eine weltweit tätige katholische Organisation.
Dem Patrozinium der Gottesmutter als Hilfe der Christen wurden das Land Bayern und der Bezirk Wien 6. Gemeindebezirk Mariahilf unterstellt, dort gibt es auch die Mariahilfer Straße-.
Des Weiteren sind Maria unter diesem Titel zahlreiche Kirchen und Klöster geweiht, siehe:
- Mariahilfkirche und Maria-Hilf-Kloster
- Mariä-Schutz-Kirche
- Mariä-Schutz-und-Fürbitte-Kirche

Bei Shanghai gibt es am Berg Sheshan das Marienheiligtum der Sheshan-Basilika.
Zu weiteren Nachbenennung siehe:
- Maria Hilf (Begriffsklärung)
- Mariahilfberg, Hilfberg

Verbreitet ist der Name auch als „Maria-Hilf-Apotheke“.

## Ikonographie und Darstellung in der Kunst
Erste Andachtsbilder der Hilfe der Christen entwickelten sich im 14. Jahrhundert, in  Mystik der Spätgotik, und ähnelt anfangs der byzantinischen Glykophilousa, der Madonna, die ihr Kind herzt. Daneben wird Maria als Hilfe der Christen im Besonderen auch als Schutzmantelmadonna dargestellt.